# Engin Tuncer
Engin Tuncer (* 9. Oktober 1950 in Istanbul) ist ein ehemaliger türkischer Fußballspieler.

## Karriere
Engin Tuncer spielte in der 1968/69 für den Istanbuler Verein Beylerbeyi SK in der 2. Liga. Zur Saison 1975/76 wechselte er zu Galatasaray Istanbul. In seiner ersten Saison für die Gelb-Roten gewann er am Ende der Spielzeit den türkischen Pokal. Im Hinspiel des Finals begann er von Anfang an. Im Rückspiel wurde Tuncer in der 79. Spielminute für Fevzi Kezan eingewechselt.
Insgesamt spielte der Mittelfeldspieler 35 Ligaspiele für Galatasaray.

## Erfolge
Galatasaray Istanbul
- Türkischer Fußballpokal: 1976